# Нагаэ, Лаврентий Сатоси
Лаврентий Сатоси Нагаэ (17 августа 1913 года, Токио, Япония — 11 февраля 1998 года, Япония) — католический прелат, епископ Уравы с 24 декабря 1957 года по 20 декабря 1979 год.

## Биография
19 марта 1938 года Лаврентий Сатоси Нагаэ был рукоположён в священника, после чего служил в епархии Уравы.
24 декабря 1957 года Римский папа Пий XII назначил Лаврентия Сатоси Нагаэ епископом Уравы. 13 апреля 1958 года состоялось рукоположение Лаврентия Сатоси Нагаэ в епископа, которое совершил титулярный архиепископ Палтуса и апостольский интернунций в Японии Максимильен де Фюрстенберг в сослужении с архиепископом Токио Петром Тацуо Дои и епископом Иокогамы Лукой Кацусабуро Араи.
Участвовал в работе I II III и IV сессий Второго Ватиканского собора.
20 декабря 1979 года подал в отставку. Скончался 11 февраля 1998 года.